# 差出磯大嶽山神社
差出磯大嶽山神社（さしでのいそ だいたけさんじんじゃ）は、山梨県山梨市の差出の磯にある神社。

## 概要
創建不詳。所在地である差出の磯は、古今和歌集にも読まれた古くからの聖地であり、文献に残っているものとしては、室町時代の文安5年（1448年）に甲府盆地で大規模な干ばつが起きた際に、 雨乞いの神事をしたところ雨が降り、喜んだ人々が塔を寄進したと記されている。
なお、差出の磯は、国土交通省が2005年（平成17年）に選定した「関東の富士見百景」にも選ばれている。

## 祭神
主祭神
- 大山祗命

その他
- 金毘羅神
- 国常立命
- 大巳貴命（大国主命）
- 少彦名命

## 境内社
- 笛吹稲荷神社
- 蚕影山神社